# Brion (Indre)
Brion é uma comuna francesa na região administrativa do Centro, no departamento Indre. Estende-se por uma área de 45,09 km². Em 2010 a comuna tinha 597 habitantes (densidade: 13,2 hab./km²).